# ويليام روبرت وير
ويليام روبرت وير (بالإنجليزية: William Robert Ware) هو كاتب ومهندس معماري أمريكي، ولد في 27 مايو 1832 في كامبريدج في الولايات المتحدة، وتوفي في 9 يونيو 1915.

## وصلات خارجية
- ويليام روبرت وير على موقع الموسوعة البريطانية (الإنجليزية)